# Kim Min-Jeong (judoka)
Kim Min-Jeong (8 de agosto de 1988) es una deportista surcoreana que compite en judo.
Ganó una medalla en el Campeonato Mundial de Judo de 2017, y cuatro medallas en el Campeonato Asiático de Judo entre los años 2015 y 2019. En los Juegos Asiáticos consiguió dos medallas en los años 2014 y 2018.

## Palmarés internacional
| Campeonato Mundial  | Campeonato Mundial      | Campeonato Mundial | Campeonato Mundial |
| Año                 | Lugar                   | Medalla            | Categoría          |
| ------------------- | ----------------------- | ------------------ | ------------------ |
| 2017                | Budapest (Hungría)      | Medalla de bronce  | +78 kg             |
| Juegos Asiáticos    |                         |                    |                    |
| Año                 | Lugar                   | Medalla            | Categoría          |
| 2014                | Incheon (Corea del Sur) | Medalla de bronce  | +78 kg             |
| 2018                | Yakarta (Indonesia)     | Medalla de plata   | +78 kg             |
| Campeonato Asiático |                         |                    |                    |
| Año                 | Lugar                   | Medalla            | Categoría          |
| 2015                | Kuwait (Kuwait)         | Medalla de plata   | +78 kg             |
| 2016                | Taskent (Uzbekistán)    | Medalla de oro     | +78 kg             |
| 2017                | Hong Kong (China)       | Medalla de plata   | +78 kg             |
| 2019                | Fujairah (EAU)          | Medalla de oro     | +78 kg             |